# Teagueia lehmannii
Teagueia lehmannii är en orkidéart som beskrevs av Carlyle August Luer. Teagueia lehmannii ingår i släktet Teagueia och familjen orkidéer. Inga underarter finns listade i Catalogue of Life.